# Played on Pepper
Played on Pepper è il terzo album in studio del gruppo musicale danese Michael Learns to Rock, pubblicato il 28 agosto 1995.

## Tracce
1. Breaking the Rules – 4:22
2. Someday – 3:52
3. That's Why (You Go Away) – 4:10
4. Love Will Never Lie – 3:34
5. Judgement Day – 4:32
6. Hot to Handle – 3:43
7. How Many Hours – 3:23
8. You'll Never Know – 3:33
9. Take Off Your Clothes – 6:32
10. Naked Like the Moon – 3:28

Traccia bonus edizione giapponese
1. Time for Changes – 3:54

Tracce bonus rimasterizzazione 2014
1. That's Why (You Go Away) – 4:24
2. Time for Changes – 3:55
3. The Loss Of A Friend – 5:02
4. That's Why (You Go Away) (demo) – 4:41
5. How Many Hours (demo) – 5:01
6. Someday (demo) – 4:16